# Paul Martin (Autor)
Paul Martin (* 13. September 1958 in Kufstein, Tirol; eigentlich Johannes Paul Martin Zimmer) ist ein österreichischer Schriftsteller. Er hat mehrere Kriminalromane veröffentlicht und schreibt Gedichte, Kurzgeschichten und Theaterstücke. Mit Beginn seiner Karriere als Schriftsteller verwendete er seinen zweiten und dritten Vornamen als Pseudonym.

## Leben

### Kindheit und Jugend
Johannes Paul Martin Zimmer kam als Sohn des Textilmaschinen-Fabrikanten Rudolf Johannes Paul Zimmer und seiner Ehefrau, der aus dem Elsass stammenden Claudia Elisabeth Zimmer, geborene Heyberger, in Kufstein, Tirol, zur Welt. Nur wenige Monate nach seiner Geburt übersiedelte die Familie nach Klagenfurt, Kärnten, wo der Vater eine Maschinenfabrik aufbaute.

### Berufliche Karriere
Paul Martins älterer Bruder Roland Zimmer war bereits Anfang der 1980er Jahre in die USA ausgereist und hatte die dortige Filiale der Firma seines Vaters, Zimmer Machinery Corporation als Geschäftsführer, später als Eigentümer übernommen. Er holte Paul Martin 1995 nach, um den dortigen Markt systematisch und flächendeckend auszubauen. 1998 kehrte Paul Martin nach Österreich zurück und arbeitete bis 2006 in der Maschinenbaufirma seines Vaters, vom Verkaufsleiter bis zuletzt als Geschäftsführer von 2000 bis 2006. Zeitgleich gründete Paul Martin mehrere eigene Vertriebs- und Servicefirmen in Argentinien, Mexiko und Hongkong. 2006 gründete er die Firma Zimmer Textile Technology GmbH in Klagenfurt. Diese schloss er mit Insolvenzantrag selbst Anfang 2009. 2010 bis 2013 Führte er einen Gastbetrieb, das Wow Live Cafe in Klagenfurt.

## Schriftsteller und Literaturfunktionär
2011 schrieb Paul Martin seinen ersten Kriminalroman zu, der im Oberösterreichischen Krimi-Verlag Federfrei in Marchtrenk 2012 publiziert wurde. „Die Wettmafia“ und im Jahr darauf „Der Orden“ folgten. Danach wechselte Paul Martin zum Emons Verlag in Köln. 2014 erschien die „Kärntner Rache“ und 2015 „Kärntner Killer“.
Seit 2013 engagiert sich Paul Martin im allgemeinen Literaturbetrieb.
Gemeinsam mit seinem Schriftsteller-Kollegen Roland Zingerle gründete er die Kärntner Schreibschule, deren administrativer Leiter er bis Dezember 2016 war.
Mit dem Schriftstellerkollegen Gerald Eschenauer gründete er den Verein Buch13, der jeden Monat Lesungen für junge Autoren organisiert.
Er trat in den Vorstand der Klagenfurter Gruppe ein. Dieser Verein unterstützte besonders junge und unbekannte Autoren, wurde jedoch Anfang 2015 aufgelöst aufgrund von Differenzen unter den Vorstandsmitgliedern.
2014 organisierte und veranstaltete er gemeinsam mit Roland Zingerle das erste Kärntner Krimifestival.
Paul Martin ist Mitglied der größten deutschsprachigen Krimivereinigung Das Syndikat, ist im Vorstand der Plattform österreichischer Krimiautoren und Mitglied der IG Autorinnen Autoren und Literar Mechana.
Von 2014 bis 2017 arbeitete er freiberuflich in verschiedenen Tätigkeiten. 2018 stieg er zunächst als freier Mitarbeiter, 2021 als Geschäftsführer in die Verlag pro GE GmbH ein. Diese Firma war von seinem Vater Johannes Zimmer 2018 gegründet worden als Tochterfirma der Johannes Zimmer Beteiligungs- und Verwaltungs GmbH, die im Besitz der Johannes Zimmer Privatstiftung in Klagenfurt ist.

## Schauspieler und Theaterfunktionär
2016 begann Paul Martin als Schauspieler aktiv zu werden. Anlass dazu war das von ihm selbst geschriebene Dinner und Krimi Theaterstück Tödliches Testament in dem er auch selbst eine Rolle übernahm.
Danach übernahm Paul Martin verschiedene Rollen in Bühnentheaterstücken:
- Es war die Nachtigall und nicht die Leiche, 2016
- Mörderstund hat Gold im Mund, 2017
- Bubblegum und Brillanten, 2018

die "Theater Gruppe Kärnten" ZVR-Zahl 1340471380, gründete er am 13. Juni 2018
- Loriot lebt, 2019
- Lumpazivagabundus von Johann Nepomuk Nestroy, 2020

2021 gründete Paul Martin die Ticketsystemplattform www.tickets-kaernten.at.
Für die eigenen Krimidinner Theaterstücke begann er selbst Regie zu führen.
Für *Der Maitre lebt? übernahm Paul Martin selbst die Regie und spielte in der Begleitmusikcombo Bassgitarre.
- Synchronisation in Birkenwald von Viktor E.Frankl war sein erstes ernstes Bühnendrama, in dem Paul Martin Regie führte. Aufgeführt im Oktober bis Dezember 2021 im Theater im Volxhaus in Klagenfurt.

## Werke
- Die Wettmafia. Verlag Federfrei, Marchtrenk 2012, ISBN 978-3-902784-21-6.
- Der Orden. Verlag Federfrei, Marchtrenk 2013, ISBN 978-3-902784-27-8.
- Kärntner Rache. Verlag Emons, Köln 2014, ISBN 978-3-95451-283-6.
- Kärntner Killer. Verlag Emons, Köln 2015, ISBN 978-3-95451-531-8.
- Tödliches Testament. Dinner und Krimi Komödie 2015
- Tödliches Casino. Dinner und Krimi Komödie 2016
- Das Traumschiff. Dinner und Krimi Komödie 2017
- Der Tod des Maitre. Dinner und Krimi Komödie 2018
- Der Pate lebt?. Dinner und Krimi Komödie 2019
- Hotel Hotel. Dinner und Krimi Komödie 2019
- Der Hochzeitsschmaus. Dinner und Krimi Komödie 2020
- Der Autopilot. Dinner und Krimi Komödie 2021

### Kurzgeschichten
- Huber Sepp beim Magistrat, in Schmutzkübelkampagne, Verlag Drava, 2012, ISBN 978-3-8343-5710-0.
- Eine Kasnudel geht auf Reisen, 2013.
- Nur ein Foto, bitte, 2013.
- Huber Sepp in Arabien, 2013.
- Hetzerei ist der Tod, 2014.
- Erstens kommt es anders, 2014.
- Die Kameliendame, 2014.
- Auf der Reise zum eigenen Ich, 2015.
- Abenteuer Leben, 2015.
- Wunder der Natur, 2015.